# 圣爱德华王冠
圣爱德华皇冠（St. Edward's Crown）為英国皇室君主加冕專用皇冠，現今者乃1661年為查理二世加冕仪式製作。

## 历史
原冠属于英格蘭國王聖愛德華，1649年查理一世被斬首，皇冠被议会出售，1661年查理二世复辟，皇家金匠罗伯特·维纳重铸新冠用於加冕（20世纪下半叶有观点推测新冠黃金取自旧冠）。1671年托马斯·布鲁德从伦敦塔盗走皇冠，并用木棒砸扁企图藏匿，詹姆斯二世加冕时重铸冠顶宝球；威廉三世加冕时，宝球基座由金属环改成唇型底座。因皇冠以纯金制作而重逾2公斤，自乔治一世至维多利亚女王時期的君主皆另選加冕用冠，爱德华七世原擬恢复以聖愛德華皇冠加冕的傳統，但在加冕前做了阑尾手术、身体虚弱，仍以帝国皇冠加冕。皇冠上的寶石在加冕大典時才嵌入，1911年乔治五世恢復使用圣爱德华皇冠加冕時，將寶石改成永久鑲嵌，整體重量也由2.6公斤减至2.2公斤。此后继位者乔治六世（1937年）、伊丽莎白二世（1953年）、查爾斯三世（2023年）皆使用圣爱德华皇冠加冕。2013年6月4日，皇冠在西敏寺展出以纪念伊丽莎白二世加冕60周年。2018年皇冠被带到白金汉宫，在一部BBC纪录片中展现，片中伊丽莎白二世讲述了戴上皇冠时的「挑戰」。在每位英国君主要舉辦加冕典禮之前，皇冠通常會提前從倫敦塔被取出進行修改，以便使皇冠符合新君主的頭圍。

## 结构

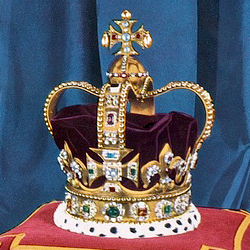
圣爱德华王冠(1952年)

皇冠使用英国传统圆环，圓環本身以珠寶圍繞，環上另有镶嵌珠宝的四个十字架和四朵百合花間隔装饰，四個十字架上各再延伸一道弓形拱，各拱在交汇处向下凹陷以容纳宝球，寶球上方還有一個十字架。整个皇冠以444个珍珠钻石和其他珠宝装饰。

## 应用于纹章

圣爱德华皇冠的当代描绘

圣爱德华皇冠从1661年到1901年及自1952年重新使用以来，被应用在英国的纹章中。它象征着英国君主本人和王权，即政府权力的最高来源。因此，它出现在英国、大英帝国及英联邦的许多官方徽章上。